# Criterio de condensación de Cauchy
En matemáticas, el Criterio de condensación de Cauchy es una prueba de convergencia para una serie infinita, que toma su nombre de Augustin Louis Cauchy, matemático francés. Sea 
{\displaystyle {a_{n}}}
una serie monótona de números positivos decrecientes, entonces
{\displaystyle \sum _{n=1}^{\infty }{a_{n}}}
converge si y sólo si la serie {\displaystyle \sum _{n=1}^{\infty }{2^{n}a_{2^{n}}}} converge. Por otra parte, en este caso tenemos
{\displaystyle \sum _{n=1}^{\infty }f(n)\leq \sum _{n=0}^{\infty }2^{n}f(2^{n})\leq 2\sum _{n=1}^{\infty }f(n).}
Una visión geométrica es que nos aproximamos a la suma de trapecios en cada {\displaystyle 2^{n}}. Otra explicación es que, como en la analogía entre las sumas finitas e integrales, la "condensación" de los términos es análoga a una sustitución de una función exponencial. Esto se hace más evidente en ejemplos como
{\displaystyle \ f(n)=n^{-a}(\log n)^{-b}(\log \log n)^{-c}.}
Aquí las series definitivamente convergen para un a > 1, y diverge para a < 1. Cuando a = 1, el criterio de transformación esencialmente da la serie
{\displaystyle \sum n^{-b}(\log n)^{-c}}
El logaritmo 'cambia hacia la izquierda'. Así entonces para a = 1, tenemos convergencia para b > 1, divergencia para b < 1. Cuando b = 1 el valor de c es necesario.

## Demostración
Sea f(n) positiva, una secuencia decreciente de números reales. Para simplificar la notación, escribiremos an = f(n). Investigaremos las series {\displaystyle a_{1}+a_{2}+a_{3}+\cdots }. El criterio de condensación sigue de la observación si reunimos los términos de la serie en grupos de longitud {\displaystyle 2^{n}}, cada uno de estos grupos será menor que {\displaystyle 2^{n}} a {\displaystyle 2^{n}a_{2^{n}}} por monotonía. Observemos:
{\displaystyle {\begin{aligned}\sum _{n=1}^{\infty }a_{n}&=a_{1}+a_{2}+a_{3}+a_{4}+a_{5}+a_{6}+a_{7}+\cdots +a_{2^{n}}+a_{2^{n}+1}+\cdots +a_{2^{n+1}-1}+\cdots \\&=a_{1}+\underbrace {a_{2}+a_{3}} _{\leq a_{2}+a_{2}}+\underbrace {a_{4}+a_{5}+a_{6}+a_{7}} _{\leq a_{4}+a_{4}+a_{4}+a_{4}}+\cdots +\underbrace {a_{2^{n}}+a_{2^{n}+1}+\cdots +a_{2^{n+1}-1}} _{\leq a_{2^{n}}+a_{2^{n}}+\cdots +a_{2^{n}}}+\cdots \\&\leq a_{1}+2a_{2}+4a_{4}+\cdots +2^{n}a_{2^{n}}+\cdots =\sum _{n=0}^{\infty }2^{n}a_{2^{n}}.\end{aligned}}}
Usamos el hecho que la secuencia an no es creciente, por lo tanto {\displaystyle a_{n}\leq a_{m}} siempre que {\displaystyle n\geq m}. La convergencia de la serie original ahora sigue de una directa comparación a esta serie "condensada". Para ver la convergencia de la serie original implica la convergencia de esta última, de manera similar ponemos,
{\displaystyle {\begin{aligned}\sum _{n=0}^{\infty }2^{n}a_{2^{n}}&=\underbrace {a_{1}+a_{2}} _{\leq a_{1}+a_{1}}+\underbrace {a_{2}+a_{4}+a_{4}+a_{4}} _{\leq a_{2}+a_{2}+a_{3}+a_{3}}+\cdots +\underbrace {a_{2^{n}}+a_{2^{n+1}}+\cdots +a_{2^{n+1}}} _{\leq a_{2^{n}}+a_{2^{n}}+a_{(2^{n}+1)}+a_{(2^{n}+1)}+\cdots +a_{(2^{n+1}-1)}}+\cdots \\&\leq a_{1}+a_{1}+a_{2}+a_{2}+a_{3}+a_{3}+\cdots +a_{n}+a_{n}+\cdots =2\sum _{n=1}^{\infty }a_{n}.\end{aligned}}}
Teniendo una convergencia, nuevamente por comparación directa. Se observa que se obtiene un estimado
{\displaystyle \sum _{n=1}^{\infty }a_{n}\leq \sum _{n=0}^{\infty }2^{n}a_{2^{n}}\leq 2\sum _{n=1}^{\infty }a_{n}}.